# Carlencas-et-Levas
Carlencas-et-Levas è un comune francese di 121 abitanti situato nel dipartimento dell'Hérault nella regione dell'Occitania.

## Società

### Evoluzione demografica
Abitanti censiti

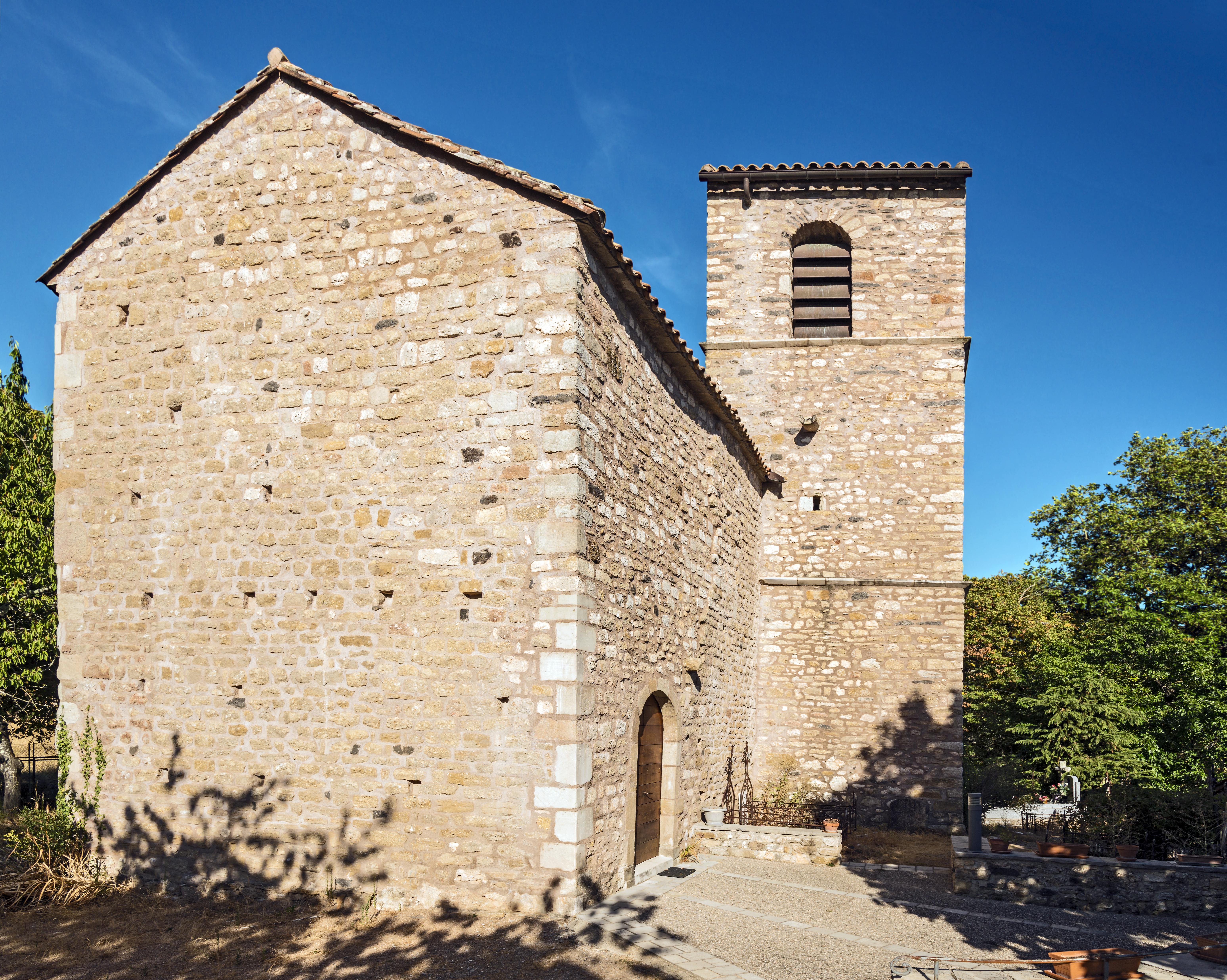
La cappella di Levas.
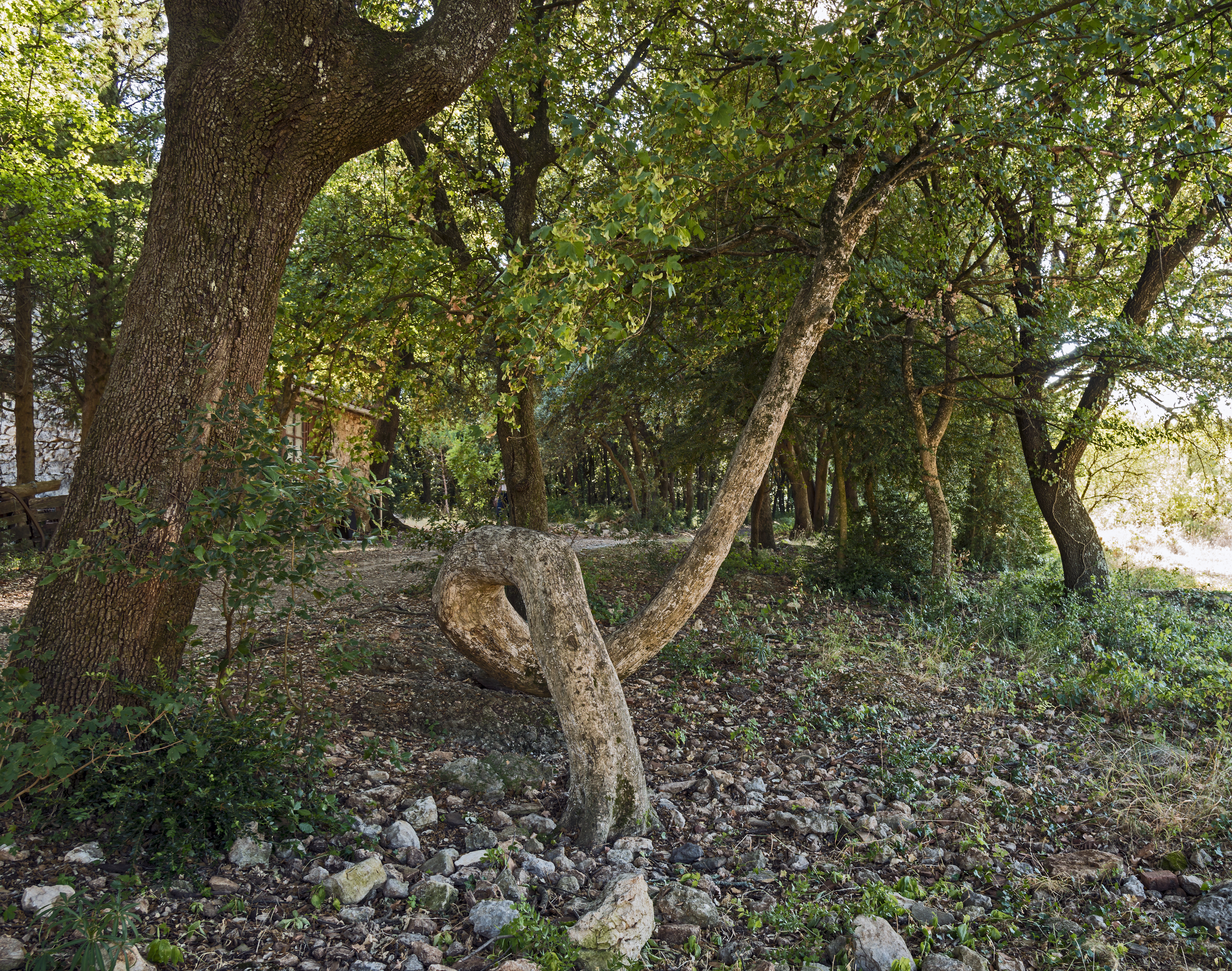
L'albero storto della cappella.